# Kaltenwestheim
Kaltenwestheim är en ortsteil i staden Kaltennordheim i Landkreis Schmalkalden-Meiningen i förbundslandet Thüringen i Tyskland. Kaltenwestheim var en kommun fram till 1 januari 2019 när den uppgick i Kaltennordheim. Kommunen Kaltenwestheim hade 905 invånare 2018.